# Cupha fedora
Cupha fedora är en fjärilsart som beskrevs av Hans Fruhstorfer 1899. Cupha fedora ingår i släktet Cupha och familjen praktfjärilar. Inga underarter finns listade i Catalogue of Life.